# Nabil Gasmi
Pour les articles homonymes, voir Gasmi.
Nabil Gasmi (en arabe : نبيل قاسمي) est un footballeur international algérien né le 4 décembre 1952 à Khenchela. Il évoluait au poste d'avant-centre.

## Biographie

### En club
Il évolue en première division algérienne avec son club formateur, l'USM Khenchela.

### En équipe nationale
Il reçoit cinq sélections en équipe d'Algérie entre 1976 et 1977. Son premier match a lieu le 21 avril 1976 contre la RD Allemagne (défaite 5-0). Son dernier match a lieu le 13 mars 1977 contre le Kenya (défaite 2-1).

## Palmarès
USM Khenchela
- Championnat d'Algérie D2 (1) :
  - Champion Gr. Est : 1973-74.